# Orden de las Flores de Paulownia
La Orden de las Flores de Paulownia (桐花章 Tōka-shō?) es una orden que se entrega actualmente en Japón. Fue establecida en 1888 por el Emperador Meiji como un galardón mayor que la Orden del Sol Naciente; desde 2003 es una orden única. El único escalafón de la orden es el Gran Cordón.
Tradicionalmente, la orden ha sido conferida a eminentes estadistas, ex-primeros ministros y altos ministros de gabinete, diplomáticos y jueces. Puede ser conferida póstumamente, y es el honor más alto conferido regularmente en el sistema de honores japonés.

## Historia
La insignia de la orden es una cruz dorada con rayos esmaltados blancos, con un emblema central de un disco de sol esmaltado rojo rodeado de rayos rojos y con tres flores de paulownia entre cada brazo de la cruz.

### Clases
| Cinta de la Orden de las Flores de Paulownia | Cinta de la Orden de las Flores de Paulownia | Cinta de la Orden de las Flores de Paulownia |
| -------------------------------------------- | -------------------------------------------- | -------------------------------------------- |
|                                              | Gran Cordón                                  |                                              |

## Las personas que ganan una medalla
- Tom Foley (1929-2013).[2]
- Mohamed AlAgha (24 de marzo de 2023).[3]